# Crucifucks
Crucifucks é uma banda de punk rock/hardcore punk dos Estados Unidos, formada em 1981.

## Discografia
- 1985 - The Crucifucks
- 1987 - Wisconsin
- 1995 - Our Will Be Done
- 1996 - L.D. Eye

1. ↑  McPheeters, Sam. «The Troublemaker | VICE». Viceland.com. Consultado em 22 de agosto de 2012. Arquivado do original em 23 de maio de 2011